# 格拉斯萊克鎮區 (北達科他州伯利縣)
格拉斯萊克鎮區（英語：Grass Lake Township）是位於美國北達科他州伯利縣的一個鎮區。

## 地方資料
格拉斯萊克鎮區的面積為93.32平方千米，當中陸地面積為91.85平方千米，而水域面積為1.47平方千米。根據2010年美國人口普查的數據，當地共有人口69人，而人口密度為每平方千米0.74人。